# Take Time
Take Time è il primo EP del cantante statunitense Giveon, pubblicato il 27 marzo 2020 su etichette discografiche Not So Fast e Epic Records.

## Promozione
La pubblicazione dell'EP è stata anticipata dall'uscita di due singoli: Like I Want You, messo in commercio il 20 novembre 2019 e certificato in seguito disco d'oro dalla RIAA, e Heartbreak Anniversary, estratto il 21 febbraio 2020 e che ha riscoperto popolarità l'anno successivo entrando in diverse classifiche internazionali.

## Riconoscimenti
Nell'ambito dei Grammy Award annuali ha ricevuto una candidatura come miglior album R&B.

## Tracce
1. The Beach – 3:26
2. World We Created – 3:13
3. Take Time (Interlude) – 0:45
4. Favorite Mistake – 2:53
5. This Ain't Love – 2:45
6. Heartbreak Anniversary – 3:18
7. Like I Want You – 4:21
8. Vanish – 3:29

## Successo commerciale
Nella pubblicazione del 6 marzo 2021 l'EP ha raggiunto la 4ª posizione della classifica R&B redatta da Billboard, divenendo la seconda top ten dell'artista.

## Classifiche
| Classifica (2021) | Posizione massima |
| ----------------- | ----------------- |
| Canada            | 49                |
| Islanda           | 38                |
| Paesi Bassi       | 53                |
| Stati Uniti       | 35                |